# Бузурбаєв Габдулла Уразбайович
Габдулла Уразбайович Бузурбаєв (нар. 1 листопада 1908, аул Утче Томської губернії, тепер Чистоозерного району Новосибірської області, Російська Федерація — 26 грудня 1941, загинув в авіаційній катастрофі біля міста Алма-Ати, Республіка Казахстан) — радянський казахський діяч, секретар ЦК КП(б) Казахстану з пропаганди і агітації. Член ЦК КП(б) Казахстану. Депутат Верховної Ради СРСР 1-го скликання (1941). Кандидат історичних наук (1940).

## Біографія
Народився в родині бідного селянина-пастуха. З 1920 по 1924 рік працював найманим пастухом у бая. У 1924—1925 роках навчався у сільській школі. У 1925 році вступив до комсомолу. З жовтня 1925 по травень 1926 року наймитував у заможних селян.
З травня 1926 по серпень 1927 року працював учнем слюсаря і помічником машиністана електростанції в місті Татарську Томської губернії. Одночасно у 1926—1927 роках — завідувач відділу робітничої молоді Татарського райкому ВЛКСМ.
У 1927—1931 роках — слухач Омського робітничого факультету. Вибирався секретарем комсомольського і партійного осередків робітфаку.
Член ВКП(б) з 1928 року.
У 1931—1934 роках служив у Червоній армії.
У 1934—1937 роках — студент Новосибірського інституту марксизму-ленінізму.
У 1937—1938 роках — завідувач історико-партійного відділу Новосибірського обласного комітету ВКП(б).
У 1938—1940 роках — старший викладач Новосибірського вечірнього державного педагогічного інституту. Одночасно з квітня 1939 року був директором Новосибірського об'єднаного державного видавництва і головним редактором журналу «Сибірські вогні» (з жовтня 1938 по січень 1940 року).
З січня 1940 по червень 1941 року — заступник завідувача відділу пропаганди і агітації ЦК КП(б) Казахстану. Одночасно з січня 1940 по 26 грудня 1941 року — заступник голови Казахської філії Академії наук СРСР.
26 червня — 26 грудня 1941 року — секретар ЦК КП(б) Казахстану з пропаганди і агітації.
Загинув 26 грудня 1941 року в катастрофі літака Г-2 під Алма-Атою.

## Нагороди
- орден «Знак Пошани» (5.11.1940)